# Palacio del Buen Retiro

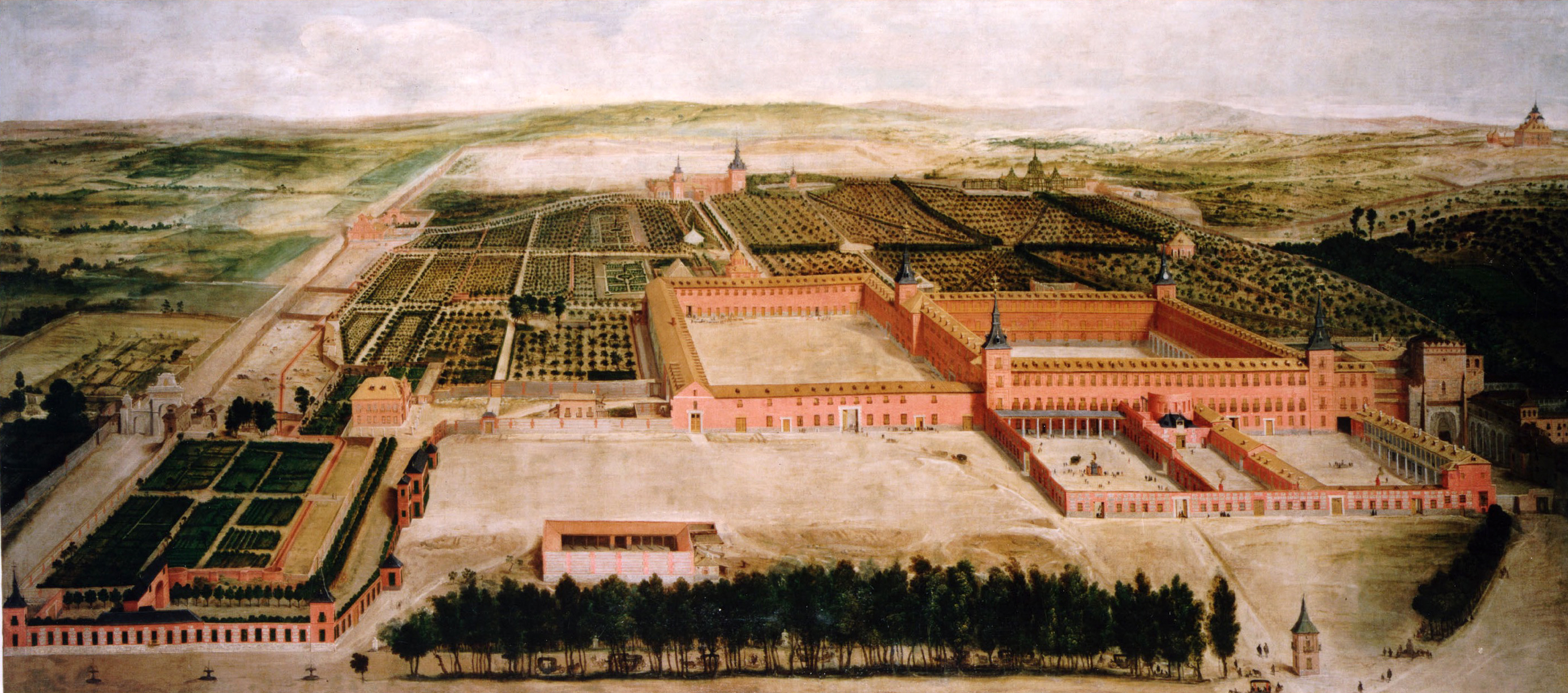
Palacio Buen Retiro, målning tillskriven Jusepe Leonardo

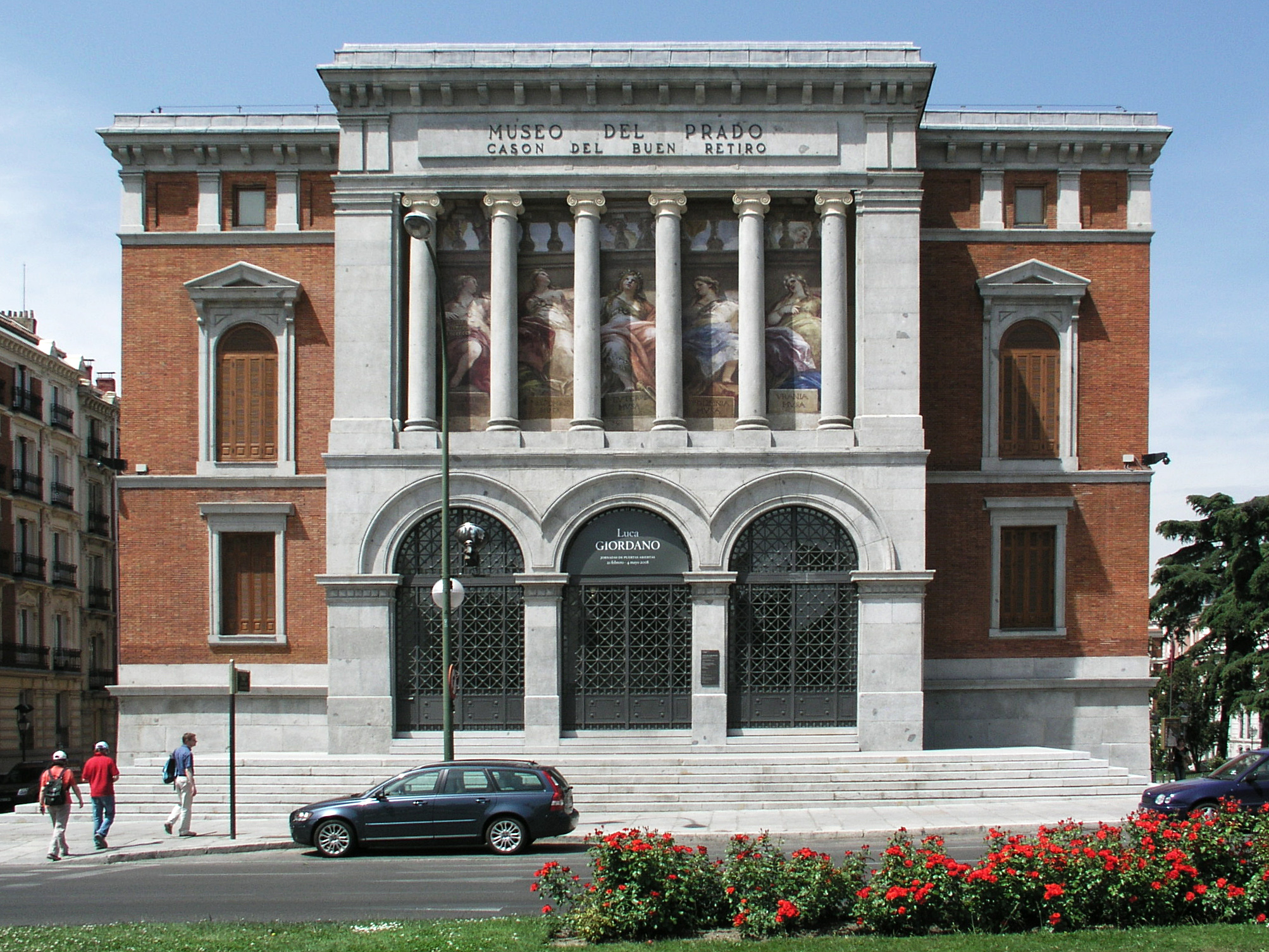
Casón del Buen Retiro.

El Palacio del Buen Retiro i Madrid var ett arkitektoniskt verk av stora dimensioner skapat av arkitekten Alonso Carbonell (1590–1660) och byggt på order av Felipe IV som ett andra palats och rekreationsplats (av detta kommer namnet, vilket ungefär betyder "god avkoppling"). Det uppfördes på vad som då var den östra gränsen för staden Madrid. Av palatset finns nu endast delar kvar, bland annat danssalongen som används som museum under namnet Casón del Buen Retiro.
Palatsets park, Parque del Retiro, utgör i dag ett känt utflyktsmål.

## Fotnoter
1. ↑  Resten av slottet förstördes under Spanska självständighetskriget i början av 1800-talet